# Scorzonera bungei
Scorzonera bungei là một loài thực vật có hoa trong họ Cúc. Loài này được Krasch. & Lipsch. miêu tả khoa học đầu tiên năm 1934.